# Александър Матросов
Александър Матвеевич Матросов е съветски военнослужещ, редник, сражавал се във Великата отечествена война на СССР, герой на Съветския съюз.
Става известен с подвига си в сражение за превземането на укрепени съоръжения на Вермахта в района на село Чернушки, Псковска област.

## Биография
Остава сирак в ранна детска възраст, живее в сиропиталища в района на град Уляновск. След като завършва 7 клас, през 1939 г. започва работа във вагоноремонтен завод в Куйбишев, но скоро избягва оттам. През 1940 г. е заловен и осъден на 2 години лишаване от свобода, които изтърпява в Уфимската трудова колония. По време на престоя си там се издига до помощник-възпитател. Вероятно тогава и става член на Комсомола. През септември 1942 г. постъпва в Краснохолмското пехотно училище и само 2 месеца по-късно заминава заедно с целия му състав на фронта.
Служи в състава на 2-ри отделен стрелкови батальон от 91-ва отделна сибирска доброволческа бригада „Йосиф Висарионович Сталин“ на Калининския фронт.

## Боен подвиг
На 23 февруари 1943 година батальонът на Матросов получава бойна задача да атакува укрепленията на германските войски в района на село Чернушки, Псковска област. По време на настъплението в подстъпите към селото батальонът попада под силен картечен обстрел от 3 ДЗОТа на противника. Щурмова група автоматчици успява да унищожи 2 от дзотовете, но претърпява неуспех при нападението на третия.
Матросов пропълзява встрани от оцелелия дзот и последователно хвърля по него две гранати, но дзотът отново оцелява. Тогава Матросов се хвърля пред амбразурата на укреплението и я закрива с тялото си, като по този начин не позволява на картечницата да продължи обстрела. С цената на живота си дава възможност на батальона си да се вдигне в атака и да обезвреди противника.
Подвигът на Матросов е широко разпространен от съветската военна пропаганда. Делото му става легендарно в съветското общество. По данни от времето на войната около 300 други военнослужещи от Червената армия извършват прояви на героизъм, близки или съвпадащи с този на Матросов. Самият той е посмъртно награден със званието „Герой на Съветския съюз“.
Името на Матросов става символ на мъжество и воинска доблест в СССР.

## Други версии
Съществуват версии, според които Матросов не е роден в Днипро (Украйна) и истинското му име е Шакирьян Юнусович Мухаметьянов (на башкирски: Мөхәмәтйәнов Шәкирйән Юныс улы), но той го променя, за да не попадне под етническа дискриминация.
Има предположение и че подвигът при Чернушка е извършен на 27 февруари, но пропагандата го променя на 23 февруари, за да съвпадне с празника на Червената армия.
Също така някои източници, предимно със западен и англосаксонски произход, се съмняват в истинността на свидетелствата за подвига му. За момента обаче не са представени доказателства в подкрепа на тези съмнения.
Според руския писател фронтовак Виктор Астафиев позоваващ се на писма със свидетели на събитието, Матросов се опитва да скочи върху цевта на картечницата отгоре но немците я издърпват и го застрелват, като самия Астафиев счита че според неговия опит да се опитва някой с тяло да закрие широка амбразура в която е сравнително дългата цев на MG 42 е принципно невъзможно.
Създаването на героически меми е характерно за режима и времето, в което се развива събитието.

## Награди и отличия
- „Герой на Съветския съюз“ (посмъртно)
- Орден „Ленин“ (посмъртно)

## Почит
Погребан е в град Великие Луки, Русия.
На 19 юни 1943 г. на него е наречен 254-ти гвардейски стрелкови пехотен полк, името му е записано завинаги в състава на 1-ва рота.
Издигнати са му паметници в градовете Уфа, Великие Луки, Уляновск, Красноярск.

## „Като Матросов“
„Като Матросов“ или „Като Матросов на амбразурата“ е нарицателно за човек, защитаващ безкомпромисно и без колебание нещо или някоя теза. Изразът може да има леко ироничен оттенък.